# Wallaby
Il wallaby (pronuncia [ˈwɒləbi]) è un marsupiale della famiglia Macropodidae la cui taglia non è sufficientemente grande per essere considerato un canguro. Si tratta quindi di un nome comune, non una classificazione scientifica.
I wallaby sono nativi dell'Oceania centrale e meridionale. Le loro dimensioni sono inferiori a quelle dei canguri, raggiungendo 1,2 m di lunghezza e un peso che varia da 1 kg (Petrogale) a 42 kg.
Possiedono quattro zampe, quelle posteriori sono più grandi e robuste con quattro dita, che utilizzano per spostarsi attraverso salti. Due di queste dita sono più grandi e hanno unghie, le restanti sono articolate in una guaina comune.
Le zampe anteriori, molto più piccole di quelle posteriori, terminano con cinque dita munite di unghie. La coda è lunga e spessa e viene utilizzata per mantenere l'equilibrio quando l'animale si muove saltando o camminando. Hanno una testa piccola, simile a quella di un agnello, con le orecchie grandi e mobili. La metà superiore del corpo è poco sviluppata rispetto alla parte inferiore.
Sono erbivori, anche se alcune specie possono essere onnivore. La loro dieta è di solito ricca di fibre e non molto proteica.

## Specie

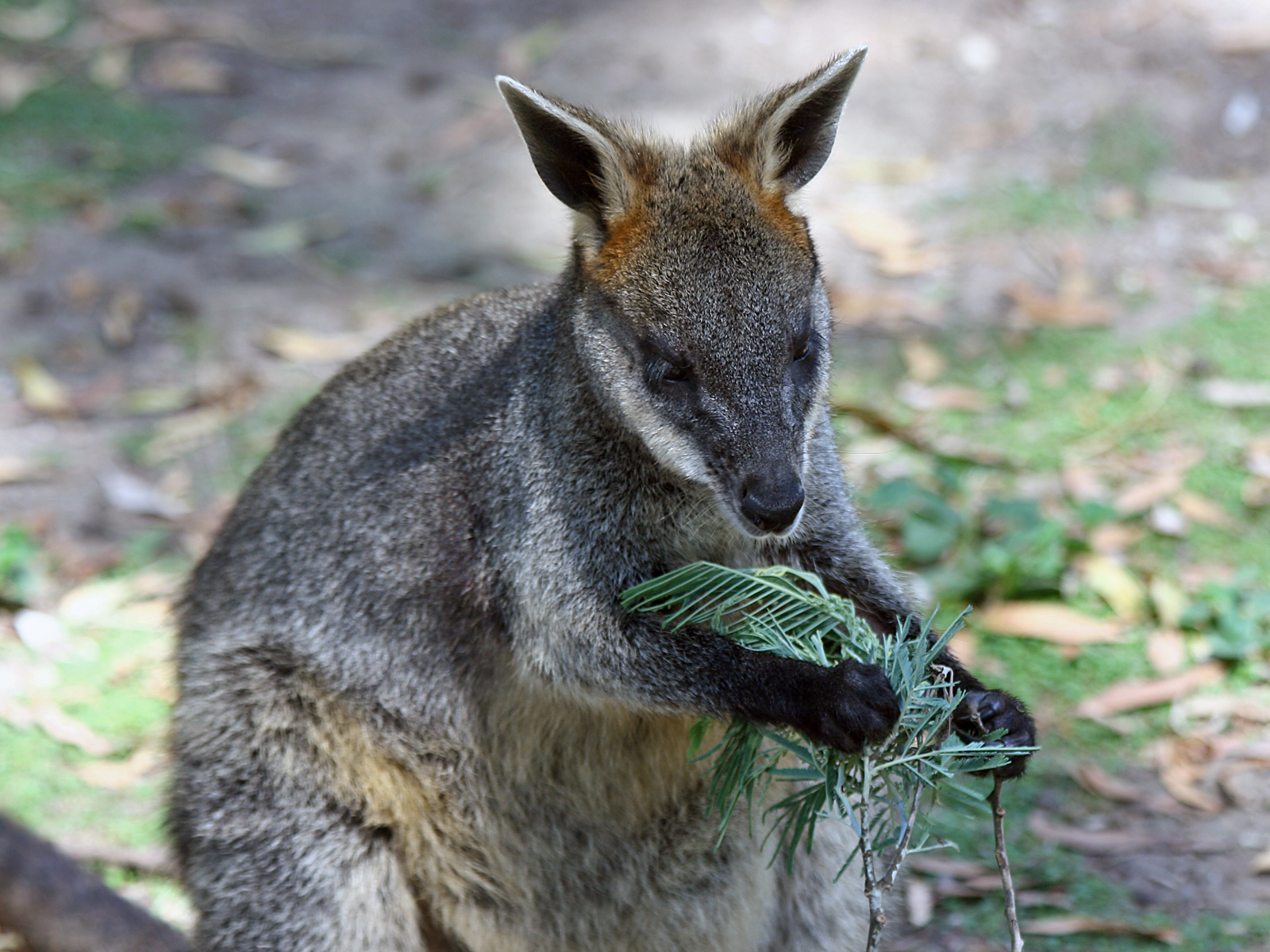
Wallabia bicolor, l'unico rappresentante vivente del genere Wallabia

Il termine wallaby deriva dalla lingua aborigena Dharuk, ceppo dei Kuringgai, con i termini 'walabi' o 'waliba'.
Non è ben definito e può essere utilizzato per indicare qualsiasi macropode di dimensioni moderate.
- Macropus agilis
- Petrogale assimilis
- Lagostrophus fasciatus
- Dorcopsis atrata
- Petrogale lateralis
- Macropus dorsalis
- Onychogalea fraenata
- Dorcopsis muelleri
- Thylogale browni
- Petrogale penicillata
- Thylogale calabyi
- Petrogale coenensis
- Onychogalea lunata (estinto)
- Thylogale brunii
- Lagorchestes leporides (estinto)
- Petrogale godmani
- Dorcopsis luctuosa
- Petrogale herberti
- Lagorchestes asomatus (estinto)
- Dorcopsulus macleayi
- Petrogale mareeba
- Petrogale burbidgei
- Petrogale sharmani
- Thylogale lanatus
- Petrogale concinna
- Onychogalea unguifera
- Macropus parma (scoperto dopo che si credeva estinto)
- Macropus parryi
- Petrogale persephone
- Petrogale purpureicollis
- Thylogale stigmatica
- Thylogale thetis
- Macropus rufogriseus
- Petrogale rothschildi
- Lagorchestes hirsutus
- Petrogale brachyotis
- Wallabia bicolor
- Macropus eugenii
- Thylogale billardierii
- Macropus greyi (estinto)
- Petrogale inornata
- Macropus irma
- Dorcopsis hageni
- Petrogale xanthopus

## Popolazioni introdotte
Numerose specie di Wallaby sono state introdotte, più o meno volontariamente, in altre parti del mondo e vi è un gran numero di esemplari selvatici in luoghi diversi tra cui:
- L'Isola di Kawau nella Nuova Zelanda ospita un gran numero di wallaby dama o darma, wallaby parma, wallabia delle paludi e wallaby delle rocce dalla coda a spazzola dopo che vennero introdotti verso il 1870 dal Governatore generale della Nuova Zelanda Sir George Grey. Essi sono considerati una iattura per l'ambiente dell'isola,[2] ma un programma per reintrodurli in Australia ha incontrato un successo limitato.[3]
- La zona del lago Tarawera in Nuova Zelanda ospita un gran numero di wallaby dama o darma.[2][4]
- La regione di Canterbury in Nuova Zelanda ospita una notevole popolazione di wallaby dal collo rosso.[2][5]
- Sull'Isola di Man, nella zona Ballaugh Curraghs, vi è una popolazione selvatica di oltre 100 esemplari scappati dal vicino Curraghs Wildlife Park nel 1970.[6]
- Le Hawaii ospitano una piccola popolazione selvatica di wallaby nella regione della valle di Kalihi sull'isola di Oahu[7] nata da alcuni esemplari di wallaby delle rocce dalla coda a spazzola fuggiti da uno zoo nel 1916
- Nel Peak District inglese si è installata una popolazione verso il 1940[8] generata da cinque esemplari fuggiti da uno zoo locale e ne sono stati avvistati ancora nel marzo 2009.[9] Nel 1975, anno del loro massimo sviluppo numerico, la popolazione ammontava a circa 60 individui
- L'isola di Inchconnachan nella zona del Loch Lomond, Scozia, ospita una popolazione di 28 wallaby dal collo rosso introdotti da Lady Colquhoun negli anni 1920.[10] Ne è stato proposto lo "sradicamento" per proteggere il nativo gallo cedrone.[11][12][13]
- Vi è una piccola popolazione sull'isola di Lambay al largo della costa irlandese.[14] Questo gruppo di esemplari venne introdotto dallo zoo di Dublino dopo un forte incremento della popolazione di tali mammiferi nella metà degli anni 1980.
- In Francia, nella parte sud della Foresta di Rambouillet, 50 chilometri ad ovest di Parigi, c'è un gruppo di circa 30 wallaby dal collo rosso selvatici. Questa popolazione è presente fin dagli anni 1970, quando alcuni esemplari fuggirono dallo zoo di Émancé dopo una tempesta.[15]
- Una popolazione era presente sull'Isola dei Cipressi, Lago di Pusiano (Como) in Italia.[16]. Gli animali sono stati trasferiti a Ottobre 2023 in una località in Toscana poiché la loro presenza sull'isola violava la legge italiana.